# Товарищ (группа)
«Товарищ» — советская и украинская рок-группа. Непродолжительное время существовала в Харькове в конце 1980-х — начале 1990-х годов. Исполняла полуакустический фолк-панк. В 1989 году записала единственный альбом «Что угодно, как угодно», вошедший в список «100 магнитоальбомов советского рока» А. Кушнира.

## Концепция
Основателем группы «Товарищ» стал Александр Панченко, — профессиональный математик и музыковед, бывший участник харьковской арт-рок группы «Игра». К моменту создания группы Панченко защитил диплом по теме народной музыки Казахстана и играл на дутаре. В сферу его искусствоведческих интересов входили ритм-энд-блюз, народная музыка Средней Азии, европейский и персидский фольклор. Свои представления о музыке и попытку поиска общих корней различных культур Панченко именовал «теорией индо-европейской музыки», а музицирование называл «попыткой транснационального видения».
Творческий метод своего нового коллектива Панченко характеризовал формулой «фолк + панк = фолк-панк». Музыкант сделал ставку на полуакустическое звучание, утверждая: «Мы можем быть агрессивными даже в акустике». Основу аранжировок, как правило, составляли партии скрипки, флейты или фортепиано, сопровождаемые энергичным аккомпанементом бас-гитары. При этом во время студийной работы лидер «Товарища» стремился по возможности записываться «в живую», без наложений.
В числе любимых музыкантов Панченко, оказавших влияние на творчество группы, были Фрэнк Заппа, Talking Heads, Led Zeppelin, а также таллинский ансамбль старинной музыки Hortus Musicus.

## История
Группа возникла в начале 1989 года и распалась уже на следующий год. Однако за это время «Товарищ» успел выступить на нескольких крупных рок-фестивалях, среди которых «Рок против сталинизма» (Харьков), «СыРок» (Москва), «Полный гудбай» (Киев). Во второй половине 1989 года была начата работа над магнитоальбомом «Что угодно, как угодно», завершившаяся осенью. Альбом записывался в несколько приёмов на любительских харьковских студиях и получился выдержанным в стилистике lo-fi. Материал отличался весьма агрессивной музыкальной подачей, а тексты носили одновременно вызывающий и сюрреалистичный характер.
Дебютный альбом коллектива, оказавшийся единственным, вошёл в список «100 магнитоальбомов советского рока» Александра Кушнира. Положительно отзывались о «Товарище» Егор Летов и Янка Дягилева, видные деятели т. н. «сибирского панка».
В 1993 году собравшаяся вновь группа дала несколько концертов на Украине и в России. Представленная возрождённым «Товарищем» новая программа отличалась намного менее агрессивными текстами и звучанием. Однако вскоре «Товарищ» распался окончательно, а её основатель переехал на постоянное место жительства в США.

## Состав
Помимо Александра Панченко (вокал, дутар), в концертной деятельности и записи альбома принимало участие большое количество музыкантов, среди которых Ярослав Куликов (бас, бэк-вокал), Алексей Сова (скрипка, ударные), Елена Панченко (бубен, клавишные), Евгений Ходош (флейта, клавишные, ударные), Андрей Монастырный (ударные), Евгений Николаевский (ударные). По подсчётам самого Панченко, к 1993 году в составах «Товарища» отметилось около двадцати человек.
Евгений Ходош впоследствии стал основателем групп «Чичка-Дричка» и «Казма-Казма». Ярослав Куликов основал группу «Эльза», а Андрей Монастырный — «Чужой». Евгений Николаевский принимал участие в этих коллективах в качестве барабанщика.

## Дискография
- 1989 — Что угодно, как угодно